# فرانسیس هاوارد، ارل اول افینگهام
فرانسیس هاوارد، ارل اول افینگهام (انگلیسی: Francis Howard, 1st Earl of Effingham؛ ۲۰ اکتبر ۱۶۸۳ – ۱۲ فوریه ۱۷۴۳) افسر و سیاست‌مدار اهل پادشاهی بریتانیای کبیر بود.